# 榄绿红豆
榄绿红豆（学名：Ormosia olivacea）为豆科红豆属下的一个种。种加词 olivacea 意为“橄榄绿的”。